# Струве, Густав фон
Густав фон Струве, или просто Густав Струве (нем. Gustav von Struve; 11 октября 1805 года, Мюнхен — 21 августа 1870 года, Вена) — немецкий политический деятель, революционер, адвокат, журналист, публицист, один из руководителей баденской революции (апрель 1848), за что сидел в тюрьме, откуда был освобождён народным восстанием.

## Политическая деятельность
Будучи адвокатом в Мангейме, принимал участие в радикальной журналистике, за что несколько раз подвергался тюремному заключению. Свой досуг он посвящал изучению френологии, плодом которого были «Geschichte der Phrenologie» (Гейдельберг, 1843) и «Handbuch der Phrenologie» (Лейпциг, 1845); кроме того он был горячим пропагандистом вегетарианства.
В 1848 году он был членом франкфуртского предварительного парламента (de:Vorparlament). В состав предложенной им тогда программы входили отмена постоянного войска, уничтожение монастырей, уничтожение союза, существовавшего до тех пор между церковью и государством и между церковью и школой, объединение Германии, уничтожение наследственных монархий и замена их свободно избранными парламентами и президентами, объединёнными по образцу свободных Северо-Американских Штатов. Все это, по мысли Струве, должно доставить «обеспечение собственности и личности, образования, благосостояния и свободы для всех, без различия рождения, состояния и верований».
В апреле 1848 года Струве вместе со своим другом Геккером стоял во главе вооруженного восстания в Бадене; после его неудачи бежал в Швейцарию.
В сентябре 1848 году он вместе с другими эмигрантами вторгся с тою же целью из Швейцарии в Баден, был взят в плен и приговорен судом присяжных во Фрайбурге к 5 годам и 4 месяцам тюремного заключения, которое отбывал в Брухзале. Освобожденный народным восстанием 24 мая 1849 года, он принял участие в баденской революции; после её неудачи бежал в Швейцарию, потом в Америку.
Там он написал «Allegemeine Weltgeschichte» в радикальном духе (Нью-Йорк, 1853—1860). Принял участие в американской гражданской войне на стороне северян в качестве офицера, но уже в 1863 году (после смерти жены) вернулся на основании амнистии в Германию.

### Семья

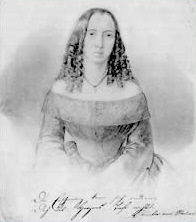
Жена Амалия Струве (1824—1862)

Его жена Амалия Струве, урожденная Дюзар (1824—1862), принимала участие во всех предприятиях мужа, одновременно с ним сидела в тюрьме и вместе с ним уехала в Америку, где умерла в 1862 году. Написала: «Erinnerungen aus den badischen Freiheitskämpfen» (Гамбург, 1850); «Historische Zeitbilder» (Бремен, 1850).

## Издания
Кроме вышеназванных сочинений, написал:
- «Politische Briefe» (Мангейм, 1846);
- «Grundzüge der Staatswissenschaft» (Франкфурт, 1847—48);
- «Das offentliche Recht d. deutschen Bundes» (Мангейм, 1846);
- «Gesch. der drei Volkserhebungen in Baden» (Берн, 1849);
- "Das Revolutionzeitalter " (Нью-Йорк, 1860, 7 изд., 1864) и мн. др.